# Referendumul din Republica Moldova, 1994
Referendumul din Republica Moldova din 1994 a fost un referendum desfășurat la nivel național în Republica Moldova pentru a stabili dacă țara ar trebui să-și conserve independența și integritatea teritorială. Acesta s-a desfășurat pe 6 martie 1994.
A fost adresată doar o singură întrebare, dar complexă, iar cetățenii au putut răspunde cu "Da" sau "Nu". Textul întrebării a fost următorul:
| “ | Sînteți pentru ca Republica Moldova să se dezvolte ca stat independent și integru în hotarele recunoscute de O.N.U., să promoveze o politică de neutralitate, să întrețină relații economice reciproc avantajoase, cu orice țară și să garanteze tuturor cetăţenilor ei drepturi egale conform normelor de drept internațional? | ” |

Rezultatele oficiale ale referendumului au fost, cu o prezență de aproximativ 75%, următoarele: 95,4% dintre moldoveni au votat "Da".
Referendumul a fost organizat sub titlul "sondajul sociologic La Sfat cu Poporul".

## Interpretări
Mulți oameni publici și mare parte a presei a prezentat referendumul ca o mare lovitură mișcării pentru reunificarea României cu Moldova în ambele țări, în ciuda faptului că întrebarea nu făcea referire la România, ci la independență. De asemenea se referea și la integritatea teritorială, care era de o preocupare deosebită din cauza conflictului Transnistrean.
Criticii referendumului atrag atenția asupra a două probleme de organizare:
1. titlul, care nu a fost "referendum", ci "sondaj sociologic";
2. faptul că unica întrebare adresată cerea un răspuns unic la mai multe probleme.